# Rolf Kleser
Rolf Kleser (* 11. Februar 1939; † 14. September 2022) war ein deutscher Fußballtrainer und -spieler.

## Trainertätigkeit
Kleser, ehemaliger Spieler des SC 07 Bad Neuenahr, trainierte in der Saison 1973/74 die am 27. Februar 1971 gegründeten Sportfreunde Bengen aus dem gleichnamigen Ortsbezirk der verbandsfreien Gemeinde Grafschaft im rheinland-pfälzischen Landkreis Ahrweiler, die er in die 2. Kreisklasse geführt hatte; das Spiel um die Kreismeisterschaft 1975 gegen den TuS Mayen wurde mit 0:3 verloren.
Seine folgende Trainertätigkeit übte er von 1975 bis 1979 beim SC 07 Bad Neuenahr aus. 1975 folgte er auf Jakob Oden, nachdem sich der Leiter der Frauenfußballabteilung, Heinz Günther Hansen, an den ehemaligen Spieler erinnert hatte.
Kleser, der mehrere Jahre in der Bundeswehr gedient hatte und dem der Ruf als „Schleifer“ vorausgeeilt war – viele Spielerinnen verließen daraufhin den Verein – formte aus den verbliebenen Spielerinnen, zum Teil aus der zweiten Mannschaft, dennoch eine schlagfertige Mannschaft. Im Gegensatz zu seinem Vorgänger legte er mehr Wert auf Kondition statt Technik; seine spätere Ehefrau, die erfolgreiche Stürmerin Käthe Weyer, schulte er zur Abwehrspielerin um, getreu dem Motto „und was hätte es uns genützt, wenn sie vorn drei Tore schießt und wir kriegen hinten fünf rein?“
Im heimischen Apollinarisstadion am 17. Juni 1978 wurde der FC Hellas Marpingen mit 2:0 bezwungen, im Rückspiel am 25. Juni 1978 im Eppelborner Illtalstadion verlor sie mit 0:1 – aber das Ergebnis reichte für die bis heute einzige Deutsche Meisterschaft. Die mit und unter ihm errungene Deutsche Meisterschaft im Jahr 1978 gab ihm am Ende Recht.
In der Saison 1982/83 folgte er Dr. Karl Krämer nach und trainierte erneut die Frauenfußballabteilung des SC 07 Bad Neuenahr. Über die (wiederholt) gewonnene Rheinlandmeisterschaft hatte sich seine Mannschaft erneut für die Endrunde um die Deutsche Meisterschaft qualifiziert, scheiterte jedoch im Halbfinale an Tennis Borussia Berlin – nach Hin- und Rückspiel – mit 3:4.

## Sonstiges
Rolf Kleser lebte zuletzt mit seiner Ehefrau Käthe geb. Weyer in Fritzdorf innerhalb der Gemeinde Wachtberg im nordrhein-westfälischen Rhein-Sieg-Kreis.